# I Need a Girl
"I Need a Girl" é uma canção do cantor sul-coreano Taeyang. Foi lançada em 1 de julho de 2010 como single de seu álbum de estreia Solar (2010). A composição da canção foi realizada por Jeon Goon e seu companheiro de Big Bang, G-Dragon, com o primeiro tornando-se também o responsável pela sua produção e o segundo, realizando uma participação em rap na mesma. 
Comercialmente, "I Need a Girl" obteve êxito atingindo o top 5 da parada semanal da Gaon na Coreia do Sul e posicionando-se em número dezessete na estadunidense Billboard World Digital Songs.   

## Antecedentes e composição
Em 20 de junho de 2010, a YG Entertainment anunciou "I Need a Girl" como a faixa-título de Solar, o primeiro álbum de estúdio de Taeyang, além de informações acerca de sua composição. A canção pertence ao gênero R&B, liricamente descreve sobre o tipo ideal de Taeyang e inclui letras como "Quero uma garota que fique melhor em jeans em vez de saia / Posso fazer o arroz frito com kimchi, então eu quero uma garota que possa apreciá-lo". Algumas partes de suas letras foram retiradas da canção "희망사항" (lit."My Ideal Type"), lançada em 1989 pelo cantor Byeon Jin-seop.
"I Need a Girl" contém a participação de G-Dragon em seus versos de rap, em um artigo para a revista Complex, G-Dragon descreveu que Taeyang havia desenvolvido a imagem de um cantor-dançarino, devido principalmente a lançamentos anteriores e que ao passar a dançar e a cantar de forma mais suave como em "I Need a Girl", o fez perceber como suavizar seu estilo poderia funcionar bem. Ele comentou ainda sobre sua participação no single dizendo: "[...] Essa canção "I Need a Girl", realmente se destacou para mim. E porque eu gostei tanto dela, eu disse a Taeyang que queria estar nela como um convidado".

## Vídeo musical
O vídeo musical de "I Need a Girl" estreou oficialmente em 1 de julho de 2010. Ele contou com a participação de Sandara Park do 2NE1, atuando como o interesse amoroso de Taeyang, além de conter a participação de G-Dragon. Alguns dias depois, a YG Entertainment removeu a produção da plataforma de vídeos Youtube e em 9 de julho, lançou outro vídeo musical para "I Need a Girl". Nele, Taeyang inicia-o cantando a canção "You're My" também pertencente ao álbum Solar e posteriormente a produção transforma-se em uma versão de dança, onde Taeyang e Sandara Park executam uma coreografia juntos.

## Desempenho nas paradas musicais
Na Coreia do Sul, "I Need a Girl" estreou em número sete na Gaon Digital Chart em número quatro na Gaon Download Chart e em 24 na Gaon Streaming Chart. Na semana seguinte, atingiu seu pico nas três referidas paradas, posicionando-se respectivamente, em número quatro, três e cinco. Nos Estados Unidos, "I Need a Girl" atingiu a posição de número dezessete na Billboard World Digital Songs.

### Posições
| Paradas (2010)                                 | Melhor posição |
| ---------------------------------------------- | -------------- |
| Coreia do Sul (Gaon Weekly Digital Chart)      | 4              |
| Coreia do Sul (Gaon Monthly Digital Chart)     | 4              |
| Coreia do Sul (Gaon Yearly Digital Chart)      | 39             |
| Coreia do Sul (Gaon Weekly Download Chart)     | 3              |
| Coreia do Sul (Gaon Weekly Streaming Chart)    | 5              |
| Estados Unidos (Billboard World Digital Songs) | 17             |

### Vendas
| País          | Parada                     | Vendas    |
| ------------- | -------------------------- | --------- |
| Coreia do Sul | Gaon Download Chart (2010) | 1,876,167 |

### Vitórias em programas de música
| Data                | Programa    | Emissora |
| ------------------- | ----------- | -------- |
| 18 de julho de 2010 | Inkigayo    | SBS      |
| 25 de julho de 2010 | Inkigayo    | SBS      |
| 8 de julho de 2010  | M Countdown | Mnet     |
| 15 de julho de 2010 | M Countdown | Mnet     |
| 16 de julho de 2010 | Music Bank  | KBS      |